# Ризоїдолист
Ризоїдолист (Tomentypnum) — рід мохів родини Brachytheciaceae.
Види цього роду зустрічаються в Північній півкулі.

## Види
Види:
- Tomentypnum falcifolium Tuomikoski, 1967
- Tomentypnum involutum (Limpr.) Hedenäs & Ignatov
- Tomentypnum nitens (Hedw.) Loeske
- Tomentypnum vittii Hedenäs & Ignatov

## Таксономічна примітка
Рід як відносять до родини Brachytheciaceae, так і родини Amblystegiaceae.